# Wiktor Anpiłow

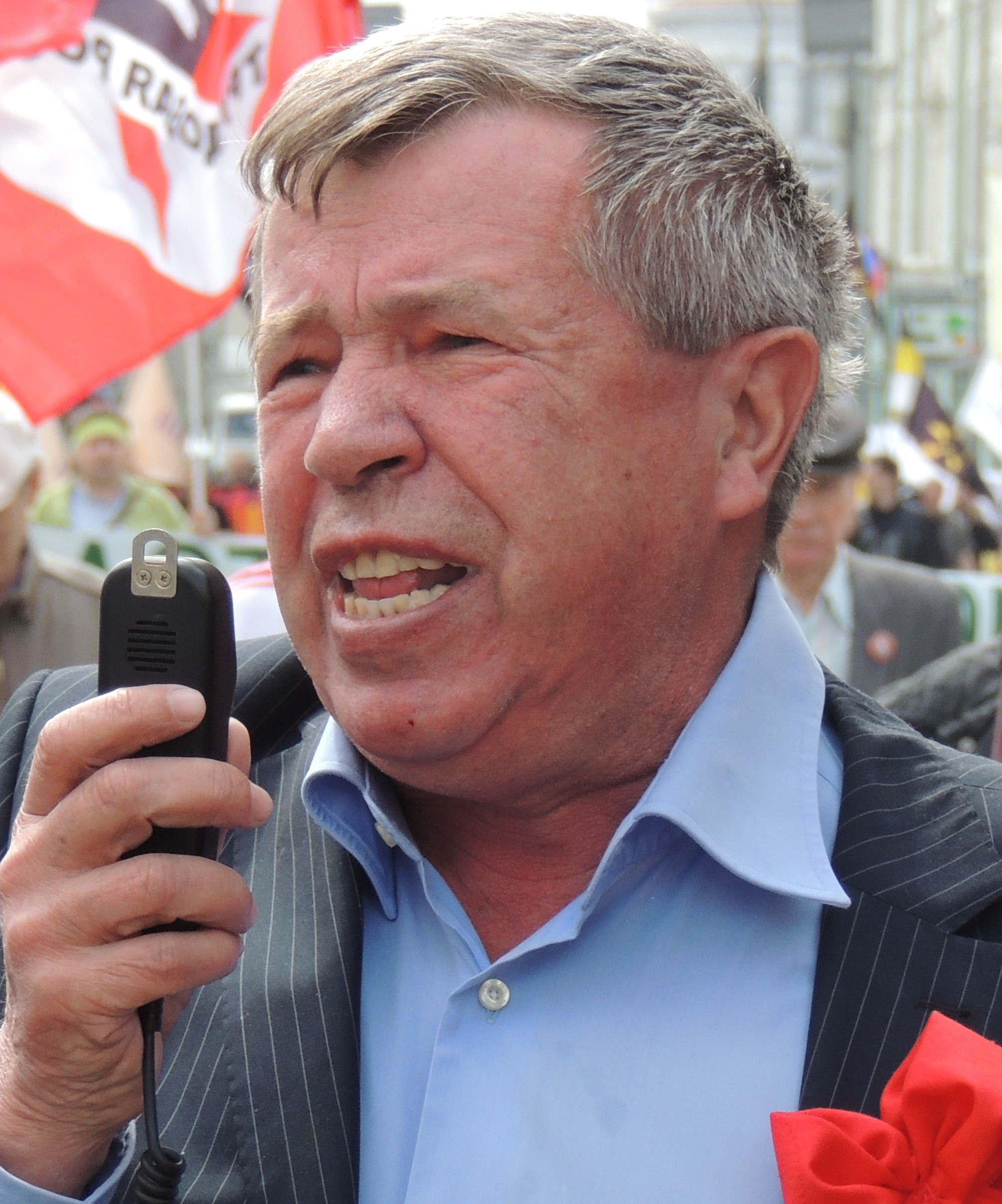
Wiktor Anpiłow (2012)

Wiktor Iwanowicz Anpiłow (ur. 1945 na Kubaniu, zm. 15 stycznia 2018 w Moskwie) – rosyjski polityk, dziennikarz i działacz związkowy.
Absolwent dziennikarstwa na Uniwersytecie Moskiewskim. Od 1978 do 1985 korespondent i komentator polityczny Państwowego Komitetu ZSRR (Związku Radzieckiego) ds. Radia i Telewizji. Od 1991 sekretarz KC Rosyjskiej Komunistycznej Partii Robotniczej, także redaktor gazety „Mołnia” – organu prasowego tej partii. Od 1992 przewodniczący komitetu wykonawczego rady koordynacyjnej ruchu „Trudowaja Rossija”. Za uczestnictwo w wydarzeniach z dni 3 i 4 października 1993 (kryzys konstytucyjny w Rosji) został zatrzymany. W lutym 1994 uzyskał ułaskawienie na mocy uchwały Dumy Państwowej.